# لبان سفلی
لبان سفلی، روستایی از توابع بخش سیلاخور شهرستان دورود در استان لرستان ایران است.

## جمعیت
این روستا در دهستان سیلاخور قرار دارد و براساس سرشماری مرکز آمار ایران در سال ۱۳۸۵، جمعیت آن ۱۷۶ نفر (۴۳خانوار) بوده‌است. این روستا اکنون دارای ۸۵ خانوار و حدود ۳۸۰ نفر جمعیت دارد، از طوایف و ایلات مقیم این روستا، بوالحسنی از ایل (بهداروند بختیاری هفت لنگ)، عبدی از طوایف بزرگ (کلهر) پیامنی و بهرامی یاراحمدی از طوایف (ایل سکوند) میراحمدی از طایفه (جودکی) یاری از طوایف (ساکی) هاشمی، خسروی، و آسترکی از طوایف (بختیاری چهار‌لنگ)، پاپی می‌توان نام بردارین روستا با قدمتی بیش از ۴۰۰۰ سال در ۷ کیلومتری شهرستان دورود و در دشت حاصلخیز سیلاخور در کنار رودی که به سیمره می‌رسد قراردارد  همچنین این روستا دارای ۴ تپه باستانی با نام های تپه سردار خان در وسط روستا و تپه‌های رشید‌آباد 1 و 2 و تپه علی گردل که در فواصل ۱۰۰ تا ۳۰۰ متری روستا قرار گرفته که همگی در سال ۸۵ در کاوشات میراث فرهنگی به ثبت رسیده‌اند.  